# Château de Gières
Le château de Gières, ou château fort du Mûrier, est un château fort du XIIe siècle, remanié aux siècles suivants. Ses vestiges se trouvent sur la colline du Mûrier, à Gières, dans le département de l'Isère en région Auvergne-Rhône-Alpes. Le château, qui représente l'un des plus anciens sites fortifiés de l'agglomération grenobloise, est aussi appelé des Bocsozel et des Alleman d'Uriage, du nom de deux puissantes familles de la région qui y habitèrent.

## Situation
Le château fort est bâti à 330 m d'altitude sur le coteau du Mûrier, au pied de la chaîne de Belledonne. Aujourd'hui caché dans la forêt, on peut imaginer qu'à l'époque il se trouvait au centre d'une clairière ou que le contrefort n'était pas boisé, pour permettre de contrôler d'une position dominante la plaine, la route d'Uriage et l'entrée de la vallée du Sonnant.

## Histoire
Le château delphinal, avec ses terres et la seigneurie de Gières, sont cités pour la première fois dans une reconnaissance de 1211, quand Guigues de Briançon et son fils Aimeric les reçoivent de Guigues VII de Viennois avec les seigneuries de La Terrasse et de Bellecombe. Cependant, le donjon pourrait déjà avoir été bâti au XIIe siècle.
Durant le Moyen Âge, la plaine de Gières fut administrée soit par les seigneurs qui possédaient le château fort du Mûrier, soit par l'évêque de Grenoble qui avait sa résidence estivale au château de la plaine, par la suite devenu couvent du Bon Pasteur, aujourd'hui utilisé comme maison de retraite.
L'enquête de 1339 mentionne le château de Gières et le décrit en détail. Une traduction du latin calligraphié a été réalisée par Bernadette Bellon (Centre généalogique du Dauphiné) en collaboration avec René Verdier (Université Pierre-Mendés-France).
Après les seigneurs de Bellecombe, dès 1282 c'est la famille de Bocsozel qui possède le fief et le château de Gières. Elle habite déjà le château de famille au Mottier et d'autres localités viennoises. Le château fort du Mûrier appartient successivement à Jacques, à Humbert et à Hugues de Bocsozel, jusqu'à 1374, lorsque Pierre Aimar en dévient le seigneur pour quelques années. En 1379, c'est la famille Alleman d'Uriage, seigneurs d'Uriage et dont le pouvoir s'étend sur un vaste territoire, qui prend le relais et garde le château et la seigneurie de Gières jusqu'en 1661.
Au XVIe siècle, durant les guerres de Religion, le château fort du Mûrier est occupé et brûlé à plusieurs reprises par Lesdiguières et Charles de Simiane, seigneur d'Albigny,.
Parmi les châtelains et propriétaires figurent Hugues de Gières, Hugues de Portetraine, Jean de Gières, Hugues et Guigues de Claix, Jean Ravier, l'évêque de Grenoble, les fils de Reymond d’Engins (?) et noble Charles Roux avocat, Pierre Roux, Laurent Perroud puis nobles Claude et Matthieu Avenier-La Rivière.
Fin XVIIe siècle, le château est déjà en ruine.
Depuis 1999, l'association Patrimoines de Gières, comité de défense du patrimoine de la commune, s'engage dans la préservation et la mise en valeur des vestiges du château fort de Gières.
Deux esquisses, très différentes, ont été réalisées par la Conservation du Patrimoine de l'Isère et par Éric Tasset à partir des années 2000.

## Description
Au Sud du site, on rencontre les vestiges du donjon et des murailles sur le "chemin du Château" qui mène aux Batteries-Basses et au fort du Mûrier. Ce chemin était, déjà au Moyen Âge, le chemin d'accès au château delphinal, ce qui rendait le côté Nord (en aval) le plus facile à défendre, et le côté Sud (en amont, celui qui donne sur le chemin) le plus difficile à protéger. Au Nord du site, on aperçoit dans les arbres les restes de deux tours rondes et un pan de mur extérieur de la cuisine.
Selon l'écrivain Éric Tasset, auteur d'un ouvrage sur les châteaux forts du Dauphiné, le site présente la structure primitive qu'on retrouve dans tous les châteaux isérois du XIIe siècle et le donjon serait l'élément le plus ancien, qui daterait des années 1150, hypothèse encore à confirmer par d'autres études sur le terrain. Cependant, pour Éric Tasset, les autres ruines présentes sont postérieures, et remontent aux XIIIe et XIVe siècles.
La Conservation du Patrimoine de l’Isère a poursuivi des relevés topographiques des ruines. Le château fort se composait de :
- la haute-cour (donjon) avec la tour, la grande salle de réception, la cuisine, l’appartement privé du seigneur ;
- l'écurie ;
- la grange ;
- la chapelle ;
- la basse-cour avec des bâtiments de service ;
- les remparts.

### Le donjon
Le donjon, qui occupait 100 m2 environ, s'impose avec ses murs en galets maçonnés et pierres, de 1,4 mètre d'épaisseur à la base. Le mur de la face Sud subsiste avec un pan de 5 m de hauteur qui présente une meurtrière. Le mur Sud forme un angle obtus avec ce qui reste de la face Est, ce qui laisse supposer à Éric Tasset que le donjon était probablement pentagonal, moins probablement quadrangulaire. La Conservation du Patrimoine de l’Isère parle de « tour carrée ».